# Here (天上智喜//CLIFF EDGEの曲)
「Here」（ヒアー）は、天上智喜//CLIFF EDGEの楽曲。2008年10月22日発売。

## 解説
- 天上智喜//CLIFF EDGE名義で発売された2組によるコラボレートシングル。
- コラボのきっかけは、CLIFF EDGEのアルバム『to You』に収録された「LIV〜大切なあなたへ〜」を天上智喜のメンバーが気に入ってくれているということを本人が知り、共演が決まった。表題曲の「Here」は「LIV〜大切なあなたへ〜」を改めてアレンジしたものである。
- 映画『ホームレス中学生』の主題歌に起用され、歌詞も書き下ろしたものである。ドラマ版の主題歌にもこの曲が使われている。また、フジテレビ系「魁!音楽番付 〜JET〜」の9月度オープニング・テーマにも起用された。
- 初回限定盤にはPVを収録したDVD付。

## 収録曲
CD
1. Here
（作詞：JUN、SHIN、周防彰悟　作曲：JUN、周防彰悟　編曲：JUN）
2. Near 〜thoughtful・1220〜
（作詞：周防彰悟　作曲・編曲：fink Bro.）
3. Here (Instrumental)
4. Near 〜thoughtful・1220〜 (Instrumental)

DVD
1. Near 〜thoughtful・1220〜 (Music Clip)
2. Here (Music Clip)
3. Here (Making Video)

## テレビ出演
- MUSIC JAPAN（2008年10月23日）
- 音楽戦士 MUSIC FIGHTER（2008年10月24日）
- 月刊MelodiX!（2008年10月25日）
- HEY!HEY!HEY!（2008年10月27日）
  - 主題歌を担当した『ホームレス中学生』主演の小池徹平と原作者の田村裕と共演。
- R-ゼロ（2008年10月29日）